# Géositte isabelle
Geositta isabellina
Espèce
Statut de conservation UICN

 LC  : Préoccupation mineure
La Géositte isabelle (Geositta isabellina) est une espèce de passereau de la famille des Furnariidae.

## Répartition
On le retrouve dans le sud de la puna ; dans les haute Andes du Chili centrale et en Argentine adjacente.

## Habitat
Elle habite les prairies subtropicales et tropicales de haute-montagne. La Géositte préfère les pentes ouvertes avec un sol sablonneux et graveleux, des graminées éparses et des arbustes bas, les tourbières adjacentes et les zones rocheuses.